# Bystroń
Bystroń – polskie i czeskie (Czeski: Bystroň) nazwisko. Na początku lat 90. XX wieku w Polsce nosiły je 588 osoby, według nowszych, internetowych danych noszą je 619 osoby. Nazwisko pochodzi od słowa bystry i jest najbardziej rozpowszechnione w północnej środkowej i południowej środkowej Polsce.

## Znane osoby noszące to nazwisko
- David Bystroň (1982 – 2017) – czeski piłkarz;
- Henryk Bystroń (1920 – 2013) – polski profesor;
- Jan Bystroń (1860–1902) (1860 – 1902) – polski językoznawca;
- Jan Stanisław Bystroń (1892 – 1964) – polski etnograf i socjolog;
- Małgorzata Bystroń (1965 – 2017) – polska spadochroniarka;
- Petr Bystron (ur. 1972) – niemiecki polityk pochodzenia czeskiego.